# Buleleng
Buleleng ist ein Regierungsbezirk (Kabupaten) im Norden der Provinz Bali, Indonesien. Er umfasst ein Gebiet von 1.322,68 km² und hatte Ende 2024 828.156 Einwohner. Regierungssitz ist die Stadt Singaraja.

## Geographie
Der größte Kabupaten der Provinz (23,66 %) erstreckt sich südlich des Äquators hat an drei Seiten Meeresküsten (Balisee) als natürliche Grenze. Nur im Süden grenzt er (von West nach Ost) an die fünf Kabupaten Jembrana, Tabanan, Badung, Bangli und Karangasem. Einzig mit Klungkung und der Hauptstadt Denpasar bestehen keine gemeinsame Grenzen.

### Grenzpunkte
Er hat folgende äußere Grenzpunkte:
| Richtung | Kode           | Desa           | Kecamatan     | Koordinaten          |
| -------- | -------------- | -------------- | ------------- | -------------------- |
| N        | 51.08.08.20110 | Kubutambahan   | Kubutambahan0 | 008°03′41,38″ s. Br. |
| O        | 51.08.09.2010  | Tembok         | Tekakula      | 115°42′44,77″ ö. L.  |
| S        | 51.08.03.2002  | Tista          | Busungbiu     | 008°33′02,60″ s. Br. |
| W        | 51.08.01.2001  | Sumberklampok0 | Gerokgak      | 115°23′23,98″ ö. L.  |

### Verwaltungsgliederung
Administrativ gliedert sich Buleleng in neun Distrikte (Kecamatan). Diese werden in 148 Dörfer unterteilt, von denen 19 als Kelurahan städtisch geprägt sind. Eine weitere Unterteilung erfolgt in 620 Banjar Dinas/Lingkungan (Weiler).
| Code 1   | Kecamatan Distrikt | Ibu Kota Verwaltungssitz | Fläche (km²) | Einwohner Census 2010 2 | Volkszählung 2020 | Volkszählung 2020 | Volkszählung 2020 | Anzahl der | Anzahl der |
| Code 1   | Kecamatan Distrikt | Ibu Kota Verwaltungssitz | Fläche (km²) | Einwohner Census 2010 2 | Einwohner 3       | 0Dichte 40        | Sex Ratio 5       | Desa 6     | Kel. 7     |
| -------- | ------------------ | ------------------------ | ------------ | ----------------------- | ----------------- | ----------------- | ----------------- | ---------- | ---------- |
| 51.08.01 | Gerokgak           | Gerokgak                 | 356,57       | 78.825                  | 97.552            | 273,6             | 101,1             | 14         |            |
| 51.08.02 | Seririt            | Seririt                  | 111,78       | 69.572                  | 93.412            | 835,7             | 99,5              | 20         | 1          |
| 51.08.03 | Busungbiu          | Busungbiu                | 196,62       | 39.719                  | 52.690            | 268,0             | 100,5             | 15         |            |
| 51.08.04 | Banjar             | Banjar                   | 172,60       | 68.960                  | 86.205            | 499,5             | 100,9             | 17         |            |
| 51.08.05 | Sukasada           | Sukasada                 | 172,93       | 72.050                  | 89.774            | 519,1             | 100,8             | 14         | 1          |
| 51.08.06 | Buleleng           | Singaraja                | 46,94        | 128.899                 | 150.211           | 3.200,1           | 101,1             | 12         | 17         |
| 51.08.07 | Sawan              | Sangsit                  | 92,52        | 58.578                  | 80.174            | 866,6             | 101,2             | 14         |            |
| 51.08.08 | Kubutambahan000    | Kubutambahan             | 118,24       | 53.765                  | 68.778            | 581,7             | 102,1             | 13         |            |
| 51.08.09 | Tejakula           | Tejakula                 | 97,68        | 53.757                  | 73.017            | 747,5             | 103,6             | 10         |            |
| 51.08    | Kab. Buleleng      | Singaraja                | 1.365,88     | 624.125                 | 791.813           | 579,7             | 101,1             | 129        | 19         |

## Demographie
Der Kabupaten ist der bevölkerungsreichste der Provinz 18,93 % Anteil an der Bevölkerung. Die Bevölkerungsdichte von 626,1 Einw. je km² reich nur für  einen 6. Platz (Provinzwert: 782,7). Angaben von Ende 2024.
Von der Bevölkerung am Jahresende 2024 waren 44,26 (27,62) % ledig; 49,25 (63,96) % verheiratet; 1,61 (2,10) % geschieden und 4,87 (6,33) % verwitwet. Die kursiven Zahlen in Klammern geben den Anteil der über 15-jährigen an (190.444 das sind genau 23,0 % der Bevölkerung).

### Soziale Daten 2020
| Merkmal                                                             | Kab. Buleleng | 0Prov. Bali0 |
| ------------------------------------------------------------------- | ------------- | ------------ |
| Bevölkerung unterhalb der Armutsgrenze (Tsd.)00                     | 35,25         | 201,97       |
| Anteil der „armen Bevölkerung“ (indonesisch Penduduk miskin) (%)000 | 05,32         | 004,53       |
| Arbeitslosenrate (%)                                                | 05,19         | 005,37       |
| Lebenserwartung bei der Geburt (Jahre)                              | 71,83         | 072,24       |
| HDI-Index                                                           | 72,55         | 075,69       |
| Analphabetenrate (in %, 15+ J.)                                     | 07,87         | 005,20       |
| Anteil der Altersgruppen                                            | 0Real0        | 0Prozentual0 |
| Kinder (<15 J.)                                                     | 182.1190      | 23,00        |
| arbeitsfähige Bevölkerung (15–64 J.)                                | 547.0330      | 69,09        |
| Rentner und Pensionäre (>65 J.)                                     | 062.6610      | 07,91        |

### Religion und Bevölkerungsverteilung
| Religion       | 2020      | 2020     | 2020    | 2024 Anteil |
| Religion       | Anzahl    | Anteil % | Gebäude | 2024 Anteil |
| -------------- | --------- | -------- | ------- | ----------- |
| Islam          | 075.5358  | 9,15     | 73 8)   | 9,40        |
| Christen insg. | 07.128 9) | 00,86    | 64      | 00,88       |
| Davon:         |           |          |         |             |
| Protestanten   | 05.464    | ~ 640    | 63      | 00,67       |
| Katholiken     | 01.664    | ~ 360    | 1       | 00,21       |
|                |           |          |         |             |
| Hindus         | 738.827   | 89,46    | 749     | 89,20       |
| Buddhisten     | 004.252   | 00,51    | 9       | 00,51       |
| Konfuzionisten | .00088    | 00,01    | –       | 00,01       |

| Jahr | Gesamt- Bevölkerung | Männer  | %     | Frauen  | %     | Sex Ratio 5) |
| 1961 | 323.082             |         |       |         |       |              |
| 1971 | 403.237             |         |       |         |       |              |
| 1980 | 486.962             | 238.678 | 49,01 | 248.284 | 50,99 | 96,13        |
| 1990 | 540.099             | 265.912 | 49,23 | 274.187 | 50,77 | 96,98        |
| 2000 | 558.181             | 277.790 | 49,77 | 280.391 | 50,23 | 99,07        |
| 2010 | 624.125             | 311.394 | 49,89 | 312.731 | 50,11 | 99,57        |
| 2020 | 791.813             | 398.135 | 50,28 | 393.678 | 49,72 | 101,13       |
| 2021 | 827.192             | 416.471 | 50,35 | 410.721 | 49,65 | 101,40       |
| 2022 | 827.981             | 417.065 | 50,37 | 410.916 | 49,63 | 101,50       |
| 2023 | 826.740             | 416.926 | 50,43 | 409.814 | 49,57 | 101,74       |
| 2024 | 828.156             | 417.978 | 50,47 | 410.178 | 49,53 | 101,90       |

* bis 2020 Volkszählungsergebnisse, danach Fortschreibung durch die Zivilstandsbüros

### Aktuelle Daten der Bevölkerungsfortschreibung
Nachfolgende Tabelle gibt den Einwohnerstand zur Volkszählung 2020 sowie für die Jahresenden 2021 bis 2024 wieder. Er resultiert aus den Ergebnissen der Fortschreibung durch die örtlichen Zivilregistrierungsbüros (Disdukcapil, indonesisch Dinas Kependudukan dan Pencatatan Sipil). Der aktuelle Einwohnerstand kann jederzeit in einer interaktiven Karte abgerufen werden.

| Kecamatan            | Zensus 2020 | Jahresende 10) | Jahresende 10) | Jahresende 10) | Jahresende 2024 | Jahresende 2024 | Jahresende 2024 | Jahresende 2024 | Jahresende 2024 | Jahresende 2024 |
| Kecamatan            | Zensus 2020 | 2021           | 2022           | 2023           | gesamt          | Männer          | Frauen          | Fläche 13)      | Dichte          | Sex Ratio 5)    |
| -------------------- | ----------- | -------------- | -------------- | -------------- | --------------- | --------------- | --------------- | --------------- | --------------- | --------------- |
| Gerokgak             | 97.552      | 92.961         | 103.008        | 102.479        | 103.158         | 51.888          | 51.270          | 405,74          | 254,25          | 101,21          |
| Seririt              | 93.412      | 96.662         | 95.142         | 97.007         | 94.880          | 47.601          | 47.279          | 123,10          | 770,74          | 100,68          |
| Busungbiu            | 52.690      | 54.714         | 53.553         | 53.381         | 52.830          | 26.645          | 26.185          | 140,65          | 375,61          | 101,76          |
| Banjar               | 86.205      | 88.154         | 88.344         | 88.107         | 88.034          | 44.395          | 43.639          | 137,86          | 638,60          | 101,73          |
| Sukasada             | 89.774      | 92.961         | 94.094         | 94.237         | 95.223          | 47.973          | 47.250          | 160,96          | 591,58          | 101,53          |
| Buleleng             | 150.211     | 128.899        | 155.025        | 155.173        | 155.561         | 78.494          | 77.067          | 46,25           | 3.363,63        | 101,85          |
| Sawan                | 80.174      | 85.478         | 85.569         | 85.687         | 85.566          | 43.159          | 42.407          | 91,29           | 937,26          | 101,77          |
| Kubutambahan         | 68.778      | 73.951         | 74.157         | 73.996         | 74.411          | 37.855          | 36.556          | 118,48          | 628,07          | 103,55          |
| Tejakula             | 73.017      | 78.241         | 79.089         | 78.511         | 78.493          | 39.968          | 38.525          | 98,35           | 798,08          | 103,75          |
| Kabupaten Buleleng00 | 791.813     | 792.021        | 827.981        | 828.578        | 828.156         | 417.978         | 410.178         | 1.322,68        | 626,12          | 101,90          |